# Nematoscelis lobata
Nematoscelis lobata är en kräftdjursart som beskrevs av Hansen 1916. Nematoscelis lobata ingår i släktet Nematoscelis och familjen lysräkor. Inga underarter finns listade i Catalogue of Life.